# Wu Chih-hao
Pour les articles homonymes, voir Wu.
Dans ce nom chinois, le nom de famille, Wu, précède le nom personnel Chih-hao.
Wu Chih-hao, né le 29 décembre 1989,, est un coureur cycliste taïwanais.

## Biographie
Wu Chih-hao monte régulièrement sur le podium des championnats de Taïwan. Il a également terminé quatorzième du championnats d'Asie sur route en 2019, avec la sélection taïwanaise. 

## Palmarès et résultats

### Palmarès par année
- 2016
  - 2e du championnat de Taïwan sur route
- 2018
  - 3e du championnat de Taïwan du contre-la-montre
  - 3e du championnat de Taïwan sur route
- 2019
  - 2e du championnat de Taïwan du contre-la-montre
- 2020
  - 2e du championnat de Taïwan du contre-la-montre
  - 2e du championnat de Taïwan sur route
- 2021
  - 2e du championnat de Taïwan sur route
  - 3e du championnat de Taïwan du contre-la-montre
- 2022
  - 3e du championnat de Taïwan du contre-la-montre
- 2023
  - 3e du championnat de Taïwan du contre-la-montre

### Classements mondiaux
| Année         | 2019 |
| ------------- | ---- |
| UCI Asia Tour | 89e  |